# Dichaea acuminata
Dichaea acuminata är en orkidéart som beskrevs av Rudolf Schlechter. Dichaea acuminata ingår i släktet Dichaea och familjen orkidéer.
Artens utbredningsområde är Colombia. Inga underarter finns listade i Catalogue of Life.